# Езел
Езел (фр. Aizelles) насеље је и општина у североисточној Француској у региону Пикардија, у департману Ен (Пикардија) која припада префектури Лаон.
По подацима из 1999. године у општини је живело 94 становника, а густина насељености је износила 19 становника/km². Општина се простире на површини од 4,88 km². Налази се на средњој надморској висини од 75 метара (максималној 175 m, а минималној 73 m).

## Демографија
| 1962. | 1968. | 1975. | 1982. | 1990. | 1999. |
| ----- | ----- | ----- | ----- | ----- | ----- |
| 80    | 105   | 92    | 85    | 81    | 94    |

График промене броја становника у току последњих година